# Porte des Lilas (stanice metra v Paříži)
Porte des Lilas je přestupní stanice pařížského metra na linkách 3bis a 11 na hranicích 19. a 20. obvodu v Paříži. Nachází se na křižovatce Rue de Belleville, Boulevard Sérurier, Boulevard Mortier a Avenue Gambetta.

## Historie
Stanice byla otevřena 27. listopadu 1921 jako součást vedlejší větve linky 3 ze stanice Gambetta. 28. dubna 1935 zde končila nově zřízená linka 11 ze stanice Châtelet. 17. února 1937 byla její konečná zrušena, neboť linka 11 pokračovala dále do stanice Mairie des Lilas.
Od 27. března 1971 je stanice součástí linky 3bis, která se stala samostatnou, když se oddělila od zbytku linky 3 poté, co byl otevřen úsek Gambetta ↔ Gallieni přes Porte de Bagnolet.
Předpokládá se dopravní propojení této stanice se stanicí Pré Saint-Gervais na lince 7bis a spojení těchto dvou linek do jedné. Obě stanice jsou ostatně už na toto spojení připravené včetně příslušných nástupišť, odboček a 770 metrů dlouhého tunelu. Spojnice mezi linkami se využilo jednou k testování vozů na pneumatikách (prototyp MP 51). Zato pro veřejnost uzavřené přestupní nástupiště našlo často uplatnění u filmařů, kteří zde mohou natáčet záběry v reálné a funkční stanici, aniž by bylo nutné zastavovat dopravu.

## Název
Jméno stanice je odvozeno od názvu brány, kterou vedla cesta do města Les Lilas, jež dnes tvoří předměstí Paříže. Brána byla jednou ze 17, které byly součástí opevnění Paříže vystavěné v polovině 19. století.

## Stanice ve filmu
- 1979: film I love you, je t'aime
- 1985: film Scout toujours...
- 1987: videoklip Jean-Jacquese Goldmana k písni Elle a fait un bébé toute seule [1]
- 1991: film Une époque formidable... (jako stanice Gare de l'Est)
- 2001: film Amélie z Montmartru (jako stanice Abbesses)
- 2001: film Tři králové (Les Rois mages) (jako stanice Bonne Nouvelle)
- 2001: TV seriál Frères d'armes
- 2002: film Chtíč (Choses secrètes)
- 2004: reklamní spot firmy Microsoft [2]
- 2006: povídkový film Paříži, miluji tě (jako stanice Tuileries ve 4. povídce Tuileries)
- 2006: TV seriál David Nolande
- 2007: film Poslední gang (Le Dernier Gang)
- 2007: televizní film La Vie sera belle
- 2008: film Síla odvahy (Les Femmes de l'ombre)
- 2022: film The 355
- Videoklip skupiny Pow woW k písni Le Lion est mort ce soir